# 男装レボリューション
「男装レボリューション」（だんそうレボリューション）は、2013年9月18日に発売された風男塾の11thシングル。発売元はインペリアルレコード。

## 概要
タイアップとして以下の番組のエンディング曲として使用された。
- 『なかのひと。』（HBCテレビ）
- 『真夜中のおバカ騒ぎ!』（チバテレ・TOKYO MX）

メンバーは、武器屋桃太郎、青明寺浦正、緑川狂平、赤園虎次郎、流原蓮次、瀬斗光黄、愛刃健水、雪村涼真。
この曲をもって、流原蓮次が卒業。

## 収録曲

### 通常盤
1. 男装レボリューション
  - 作詞：はなわ/作曲：Anders Wigelius・Eric Wigelius/編曲：成田忍
2. カクテル・オン・ザ・ビーチ
  - 作詞：はなわ/作曲：Kanata Okajima・Emil Carlin/編曲：成田忍
3. 大航海ボーイ
  - 作詞・作曲：ヒロイズム/編曲：成田忍

- 4〜6トラック目は、それぞれ上記3曲のインストゥルメンタル曲となっている。

### 限定盤
※収録曲はいずれも以下の通りとなっている。
1. 男装レボリューション
2. カクテル・オン・ザ・ビーチ

- 限定盤A（「男装レボリューション」ミュージックビデオ収録のDVD付き）
- 限定盤B（上記限定盤Aのミュージックビデオのメイキング映像収録のDVD付き）
- イベント限定盤A（CDのみ）
- イベント限定盤B（同上）

## その他
- ツアー中に流原が体調不良で倒れた為、レコーディングには参加したもののMVには参加していない。